# 金逊 (1918年)
金逊（1918年5月20日—2001年12月27日），曾用名陈潜，男，浙江黄岩人，中华人民共和国政治人物，曾任江苏省人民政府副省长、党组副书记，中共江苏省委常委，中共八大代表，第四、五届全国人大代表。